# HMS Penelope (97)
Pour les autres navires du même nom, voir HMS Penelope.
L'HMS Penelope était un croiseur léger de classe Arethusa en service dans la Royal Navy.
Le Penelope est mis sur cale aux chantiers Harland & Wolff de Belfast (Irlande du Nord) le 30 mai 1934, il est lancé le 15 octobre 1935 et admis au service actif le 13 novembre 1936.
Le 18 février 1944, il est torpillé par l'U-410 près de Naples avec la perte des trois quarts de son équipage.

## Historique
Affecté en Méditerranée à son admission au service actif, il y effectue des patrouilles  puis il est transféré avec le reste de la division en Grande-Bretagne au sein de la Home Fleet pour contrer les forceurs de blocus et les raiders allemands.
Avec ses sister-ships de la 2e division de croiseurs, il participe à la campagne de Norvège en menant des opérations de mouillage de mines Wilfried, d'infructueuses recherches des navires allemands de l'opération Weserübung ou encore la Première bataille de Narvik entre destroyers britanniques et destroyers allemands. Endommagé par échouage (chaudières noyées notamment), il est remorqué jusqu'en Grande-Bretagne le 18 mai 1940.
Il subit des réparations temporaires à Greenock en juin et juillet 1940 avant de gagner la Tyne à la fin du mois d'août pour une remise en état complète, notamment en renforçant sa capacité de DCA et l'installation d'une suite complète de radars.
Les réparations sont achevées en juin 1941 et le croiseur passe le reste de l'été à sa remise en condition, avant de reprendre le service actif depuis la Clyde au mois de septembre. Le 9 septembre 1941, il quitte la Clyde pour Rosyth puis l'Islande. Dès le mois d'octobre 1941, il retrouve la Méditerranée pour soutenir l'île de Malte contre les attaques aériennes germano-italiennes.
Il forme alors la Force K avec le HMS Aurora et deux destroyers, force renforcée au mois de novembre par les croiseurs Ajax et Neptune et deux autres destroyers. Cette Force K va être chargée à la fois de couvrir des convois allant ou venant de l'île de Malte et d'attaquer ceux de l'adversaire.
Le 26 mars 1942, alors qu'il stationne en bassin à Malte, il est endommagé par un raid aérien, l'explosion des bombes projetant sur sa coque de nombreuses pierres et morceaux de maçonnerie provoquant de si nombreux trous qu'il reçoit le surnom de Pepperpot (poivrière). Il gagne alors Gibraltar début avril pour des réparations temporaires avant sa remise en état complète aux États-Unis.

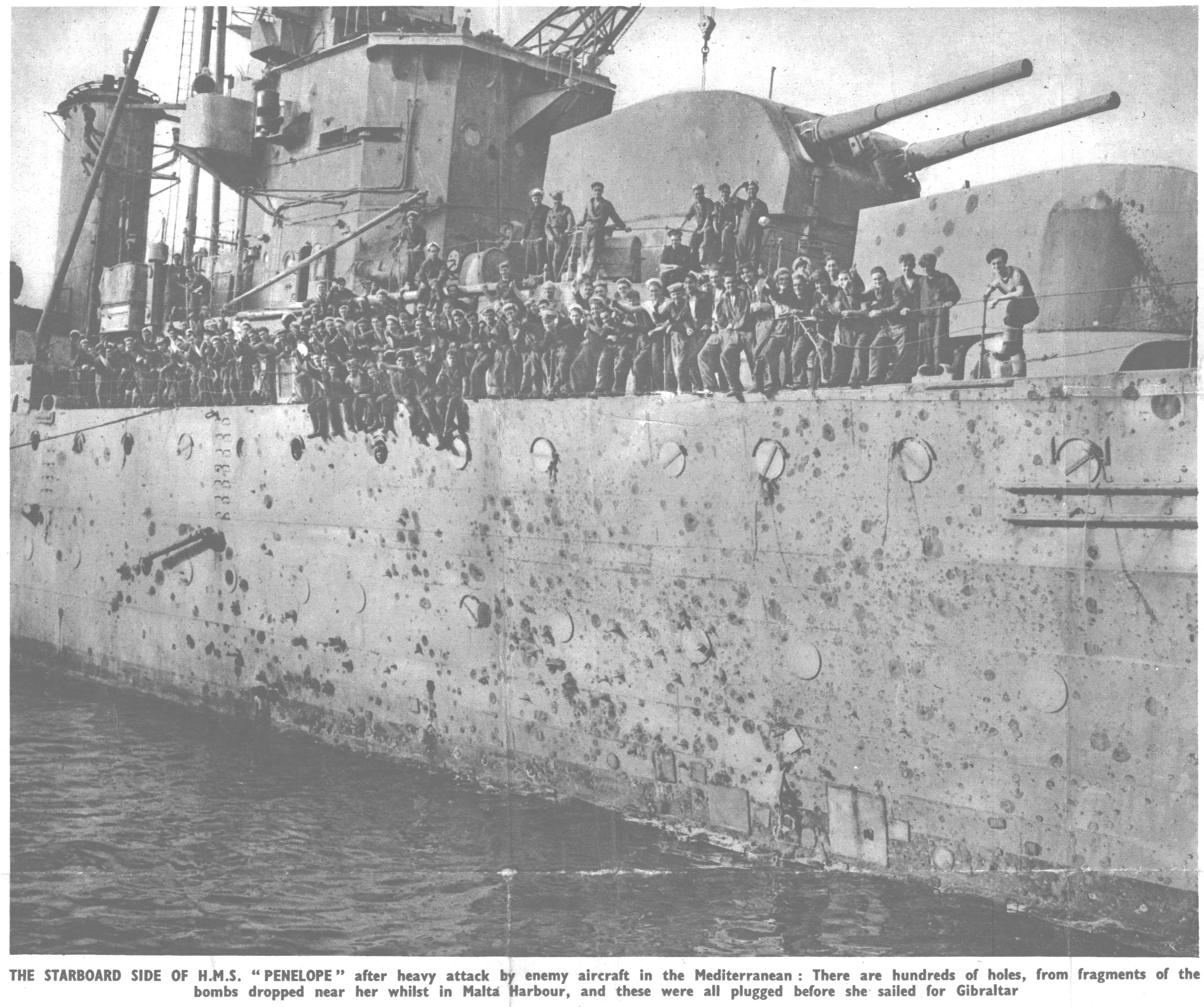
Dommages du Penelope en juin 1942.

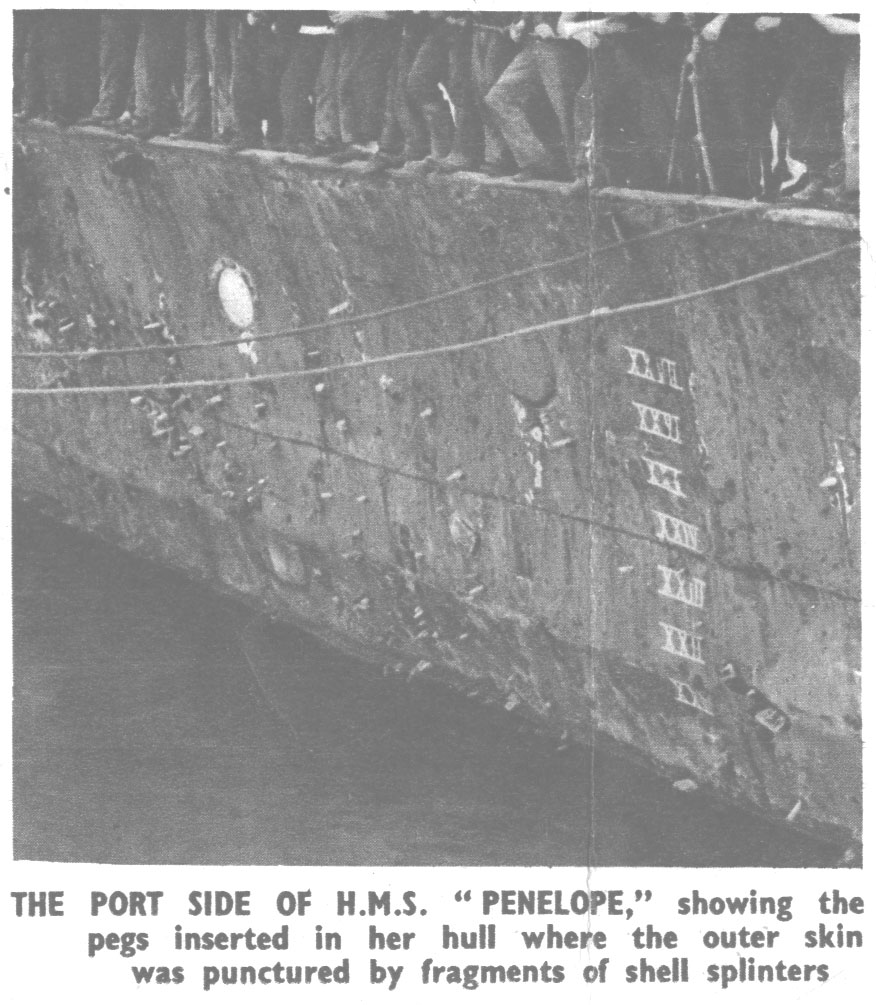
Gros plan des dommages du Penelope en juin 1942.

Après une escale aux Bermudes, le croiseur est pris en charge par le Brooklyn Navy Yard le 19 mai et immobilisé pour des réparations jusqu'au mois de juillet avant de passer le mois d'août en essais et une remise en condition. Il gagne ensuite Norfolk, port militaire américain de la côte Est puis Portsmouth en Angleterre après une escale aux Bermudes, arrivant à destination le 1er octobre 1942.
Affecté à nouveau en Méditerranée, il quitte Scapa Flow au tout début du mois de janvier 1943, faisant escale à Gibraltar le 22 janvier, avant de gagner Bone où il remplace l' Ajax au sein de la Force Q, force également composée des croiseurs Aurora et HMS Sirius. Cette force va assurer le soutien des troupes alliées engagées contre l'Afrikakorps en Tunisie.
Le 1er juin 1943, il participe à l'opération Corkscrew, bombardant l'île de Pantelleria avec les croiseurs Aurora, HMS Newfoundland, HMS Euryalus et Orion et deux destroyers pendant une semaine avant le débarquement se tenant le 8 juin. Le 12, l'île de Lampedusa est violemment bombardé et se rend quelques heures plus tard sans résistance. Il participe ensuite à l'opération Husky, le débarquement anglo-américain en Sicile. Il bombarde Catane et Taormine avec son sister-ship Aurora et deux destroyers la veille du jour J, le 9 juillet, dans le cadre de l'opération Arsenal avant d'assurer la couverture lointaine de l'opération amphibie afin d'éviter une intervention de la Regia Marina. Il bombarde la Sicile le 11 juillet et opère jusqu'à la fin du mois avant de gagner au mois d'août Bizerte.
Le 8 septembre 1943, il embarque à Bizerte la 1re division aéroportée britannique en compagnie des croiseurs Aurora, Dido et Sirius avec comme couverture le cuirassé King George V dans le cadre de l'opération Slapstick. Les troupes débarquent le 9 septembre, couvertes par le King George V et le Howe. Le 11 septembre, il intègre le dispositif de l'opération Avalanche, retrouvant le croiseur léger USS Boise, remplaçant les trois croiseurs endommagés HMS Uganda, USS Savannah et Philadelphia. Il va assurer l'appui feu des troupes débarquées du 14 au 26 septembre 1943. Le 4 octobre, il est transféré au Levant pour intercepter les convois allemands transportant des troupes destinées à relever les troupes italiennes, dont le gouvernement avait signé l'armistice avec les Alliés.
Le 7 octobre, il intercepte un convoi avec le Sirius et deux destroyers, coulant quatre transports et quatre escorteurs. Les Allemands ripostent en lançant de violentes attaques aériennes. Le Penelope est touché par une bombe qui détruit la tourelle arrière de 152 mm et des dégâts provoqués par les coups à toucher. Les dégâts sont importants mais contrôlés, 12 marins étant tués et 29 blessés. Il reprend du service au mois de novembre avec Haïfa comme port d'attache. Au mois de décembre, il est transféré à Gibraltar pour intercepter les forceurs de blocus comme l'Alstruffer, intercepté le 29 décembre avec le Gambia et le mouilleur de mines Ariadne.
À partir du 19 janvier 1944, il participe à l'opération Shingle. Le débarquement a lieu le 22 janvier et le croiseur assura sa mission d'appui-feu sous la menace constante des sous-marins allemands encore très présents dans la région. Le 17 février 1944, alors qu'il regagnait Naples pour remplir ses soutes, il est torpillé par le sous-marin U-410, à 35 miles à l'ouest du cap Circé à la position 40° 33′ N, 13° 15′ E. Il coule en dix minutes, emportant avec lui 415 marins et ne laissant que 250 survivants.